# Карджианг
Карджианг, (Karjiang) (7221 м) — вершина в центральной части Гималаев, в 4 км к северо-востоку от Кула Кангри (7538 м). Расположена в Тибете на территории КНР, недалеко от границы с Бутаном. Сотая по высоте и до августа 2024 года - третья непокорённая вершина в мире. Согласно Гималайскому журналу на 2010 год, удачных восхождений на Карджианг не зарегистрировано. Однако в августе 2024 китайские альпинисты (Лю Ян Сун)(Юаньчэн)поднялись на вершину Карджианг 3.Вешина южная  7221 м.непроходима.
Основные пики вершины: Карджианг I или южный (7221 м), Карджианг Северный (7196 м), Карджианг II или Центральный (7045 м), Карджианг III или Таптол Кангри (6820 м) и вершина северо-восточного плеча (6400 м)
…Karjiang, 7221 м — также расположена в Тибете. Пару раз на неё пытались залезть, но никому не удалось еще ступить на её труднодоступную вершину. Экстремальная лавинная опасность и высокая техническая сложность пока что делали попытки восхождения бесплодными…
В 1986 году японская экспедиция под руководством Н. Шиго покорила Карджианг II.
Датская экспедиция, осуществлявшая попытки подъёма на Карджианг I в течение сентября—октября 2001 года, окончилась неудачей. Группа поднялась на Карджианг III. По мнению Арона Шийфа, участника группы, Карджианг I выглядит очень изрезанным и трудным для подъёма, плохая погода может сделать попытки восхождения очень опасными.
В 2010 году Джо Перье и Давид Готлиб объявили о попытке восхождения. В дальнейшем, не получив пермит (разрешение) на восхождение, они перенесли усилия на Лабуче Канг, при восхождении на который Перье погиб.